# Triple Crown Heavyweight Championship
El Triple Crown Heavyweight Championship (Campeonato Peso Pesado de la Triple Corona, en español) es un campeonato mundial de lucha libre profesional utilizado por la compañía japonesa All Japan Pro Wrestling (AJPW). Fue creado en 1989 y su primer campeón fue Jumbo Tsuruta. El campeón actual es Jun Saito, quien se encuentra en su primer reinado.
El campeonato es una unificación de tres títulos distintos: el Campeonato Nacional Unido de la NWA, el Campeonato Peso Pesado de la PWF y el Campeonato Internacional Peso Pesado de la NWA. A diferencia de la mayoría de los títulos unificados, el campeonato era representado por las tres correas de campeonato distintas hasta 2013, cuando los cinturones fueron devueltos a la familia del fallecido promotor Giant Baba tras años de uso y desgaste, y reemplazados por un único cinturón con tres placas representando las tres anteriores preseas unificadas.

## Historia
El promotor de la All Japan Pro Wrestling, Giant Baba, tras varios desaires por parte de la National Wrestling Alliance que consistieron en no traer al Campeonato Mundial Peso Pesado de la NWA para ser disputado en carteleras de la empresa, debido al enfoque de la Jim Crockett Promotions en mantener al campeón en Estados Unidos para poder luchar contra la expansión de la World Wrestling Federation, concibió con esto la idea de un título unificado. A falta de título mundial, Baba decidió crear su propio título y así unificar los campeonatos pesados que había en uno solo. 
El primer intento de unificación tuvo lugar el 15 de abril de 1988, cuando Bruiser Brody, como Campeón Internacional Peso Pesado de la NWA, batalló contra Genichiro Tenryu, que ostentaba los Campeonatos Nacional Unido de la NWA y el Peso Pesado de la PWF. Los dos luchadores pelearon hasta que el árbitro los contó fuera del ring en cerca de media hora. Días después, ambos perdieron sus respectivas preseas.
Finalmente, el 18 de abril de 1989, Jumbo Tsuruta, vigente Campeón Internacional Peso Pesado de la NWA, derrotó al vigente Campeón Nacional Unido de la NWA y Peso Pesado de la PWF, Stan Hansen, en un combate de unificación. Desde entonces la Triple Corona ha sido el símbolo de la máxima estrella de la AJPW. Hasta el año 2000, cuando ocurrió la escisión de los de Pro Wrestling NOAH, la televisora oficial Nippon TV otorgaba al campeón también una copa en forma de globo terráqueo (dicho trofeo era antes otorgado a los campeones mundiales completos de la NWA cuando se presentaban y ganaban encuentros).
El 1 de enero de 2021, la revista Pro Wrestling Illustrated le otorgó al título el reconocimiento de campeonato mundial, siendo hasta la fecha uno de los tres títulos japoneses en obtenerlo.

## Campeones
El campeonato ha sido declarado vacante en nueve ocasiones a lo largo de su historia. Terry Gordy, Stan Hansen, Steve Williams, Vader, Taiyo Kea, Akebono, Joe Doering y Davey Boy Smith Jr. son los ocho luchadores no japoneses que han ostentado el título. En toda la historia ha habido un total de 33 campeones reconocidos para un total de 72 reinados.
El reinado más largo en la historia del título le pertenece a Mitsuharu Misawa, quien mantuvo el campeonato por 705 días en su primer reinado. Por otro lado, el reinado más corto en la historia lo posee Terry Gordy, con solo 3 días. 
En cuanto a los días en total como campeón (un acumulado entre la suma de todos los días de los reinados individuales de cada luchador), Mitsuharu Misawa también posee el primer lugar, con 1799 días como campeón entre sus cinco reinados. Le siguen Kento Miyahara (1452 días en sus seis reinados), Suwama (1366 días en sus ocho reinados), Toshiaki Kawada (743 en sus cinco reinados) y Satoshi Kojima (678 días en sus dos reinados). Además, seis luchadores fueron campeones durante más de un año de manera ininterrumpida: Mitsuharu Misawa (en dos ocasiones, 705 y 466 días), Toshiaki Kawada (529 días), Kento Miyahara (en dos ocasiones, 519 y 464 días), Satoshi Kojima (502 días), Suwama (en dos ocasiones, 420 y 454 días) y Jumbo Tsuruta (374 días).
El campeón más joven en la historia es Yuma Anzai, quien a los 24 años y 350 días derrotó a Katsuhiko Nakajima por el título en Dream Power Series 2024: Día 5. En contraparte, el campeón más viejo es Yuji Nagata, quien a los 54 años y 301 días derrotó a Kento Miyahara en Excite Series 2023. En cuanto al peso de los campeones, Akebono es el más pesado con 210 kilogramos, mientras que Masakatsu Funaki es el más liviano con 95 kilogramos. 
Por último, Suwama es el luchador que más reinados posee con 8, seguido de lejos por Kento Miyahara (6), Mitsuharu Misawa y Toshiaki Kawada (5), y Stan Hansen (4).

### Campeón actual
El campeón actual es Jun Saito, quien se encuentra en su primer reinado como campeón. Saito ganó el campeonato tras derrotar al excampeón Davey Boy Smith Jr. el 31 de diciembre de 2024 en New Years Eve 2024.

### Lista de campeones
| N.º | Campeón             | Lucha                    | Lucha                                                                                          | Lucha            | Estadísticas | Estadísticas | Estadísticas      | Notas y referencias |
| N.º | Campeón             | Fecha                    | Evento                                                                                         | Ubicación        | Reinado      | Días         | Defensas exitosas | Notas y referencias |
| --- | ------------------- | ------------------------ | ---------------------------------------------------------------------------------------------- | ---------------- | ------------ | ------------ | ----------------- | --- |
| 1   | Jumbo Tsuruta       | 18 de abril de 1989      | Champion Carnival                                                                              | Tokio, Japón     | 1            | 48           | 1                 | Tsuruta, el vigente Campeón Internacional Peso Pesado de la NWA, derrotó a Stan Hansen, quien era el Campeón Nacional Unido de la NWA y Peso Pesado de la PWF, para unificar los títulos. |
| 2   | Genichiro Tenryū    | 5 de junio de 1989       | Super Power Series                                                                             | Tokio, Japón     | 1            | 128          | 2                 | [ 3 ] |
| 3   | Jumbo Tsuruta       | 11 de octubre de 1989    | October Giant Series                                                                           | Yokohama, Japón  | 2            | 237          | 2                 | [ 4 ] |
| 4   | Terry Gordy         | 5 de junio de 1990       | Super Power Series                                                                             | Chiba, Japón     | 1            | 3            | 0                 | [ 5 ] |
| 5   | Stan Hansen         | 8 de junio de 1990       | Super Power Series                                                                             | Tokio, Japón     | 1            | 39           | 0                 | [ 6 ] |
| 6   | Terry Gordy         | 17 de julio de 1990      | Summer Action Series                                                                           | Kanazawa, Japón  | 2            | 10           | 0                 | [ 7 ] |
| —   | Vacante             | 27 de julio de 1990      | —                                                                                              | —                | —            | —            | —                 | Debido a una enfermedad de Gordy. |
| 7   | Stan Hansen         | 27 de julio de 1990      | Super Power Series                                                                             | Matsudo, Japón   | 2            | 176          | 1                 | Derrotó a Mitsuharu Misawa por el campeonato vacante. |
| 8   | Jumbo Tsuruta       | 19 de enero de 1991      | New Year Giant Series                                                                          | Matsumoto, Japón | 3            | 374          | 3                 | [ 9 ] |
| 9   | Stan Hansen         | 28 de enero de 1992      | New Year Giant Series                                                                          | Chiba, Japón     | 3            | 207          | 3                 | [ 10 ] |
| 10  | Mitsuharu Misawa    | 22 de agosto de 1992     | Summer Action Series II                                                                        | Tokio, Japón     | 1            | 705          | 7                 | Este es el reinado más largo de la historia del campeonato. |
| 11  | Steve Williams      | 28 de julio de 1994      | Summer Action Series                                                                           | Tokio, Japón     | 1            | 86           | 1                 | [ 12 ] |
| 12  | Toshiaki Kawada     | 22 de octubre de 1994    | October Giant Series                                                                           | Tokio, Japón     | 1            | 133          | 1                 | [ 13 ] |
| 13  | Stan Hansen         | 4 de marzo de 1995       | Excite Series                                                                                  | Tokio, Japón     | 4            | 83           | 0                 | [ 14 ] |
| 14  | Mitsuharu Misawa    | 26 de mayo de 1995       | Super Power Series                                                                             | Sapporo, Japón   | 2            | 364          | 4                 | [ 15 ] |
| 15  | Akira Taue          | 24 de mayo de 1996       | Super Power Series                                                                             | Sapporo, Japón   | 1            | 61           | 1                 | [ 16 ] |
| 16  | Kenta Kobashi       | 24 de julio de 1996      | Super Power Series                                                                             | Tokio, Japón     | 1            | 180          | 2                 | [ 17 ] |
| 17  | Mitsuharu Misawa    | 20 de enero de 1997      | New Year Giant Series                                                                          | Osaka, Japón     | 3            | 466          | 8                 | [ 18 ] |
| 18  | Toshiaki Kawada     | 1 de mayo de 1998        | AJPW 25th Anniversary                                                                          | Tokio, Japón     | 2            | 42           | 0                 | [ 19 ] |
| 19  | Kenta Kobashi       | 12 de junio de 1998      | Super Power Series                                                                             | Tokio, Japón     | 2            | 141          | 2                 | [ 20 ] |
| 20  | Mitsuharu Misawa    | 31 de octubre de 1998    | October Giant Series                                                                           | Tokio, Japón     | 4            | 83           | 0                 | [ 21 ] |
| 21  | Toshiaki Kawada     | 22 de enero de 1999      | New Year Giant Series                                                                          | Osaka, Japón     | 3            | 7            | 0                 | [ 22 ] |
| —   | Vacante             | 29 de enero de 1999      | —                                                                                              | —                | —            | —            | —                 | Debido a que Kawada se fracturó el cúbito derecho al ganar el título. |
| 22  | Vader               | 6 de marzo de 1999       | Excite Series                                                                                  | Tokio, Japón     | 1            | 57           | 0                 | Derrotó a Akira Taue por el campeonato vacante. |
| 23  | Mitsuharu Misawa    | 2 de mayo de 1999        | Giant Baba Memorial Show                                                                       | Tokio, Japón     | 5            | 181          | 2                 | [ 24 ] |
| 24  | Vader               | 30 de octubre de 1999    | October Giant Series                                                                           | Tokio, Japón     | 2            | 120          | 1                 | [ 25 ] |
| 25  | Kenta Kobashi       | 27 de febrero de 2000    | Excite Series                                                                                  | Tokio, Japón     | 3            | 110          | 1                 | [ 26 ] |
| —   | Vacante             | 16 de junio de 2000      | —                                                                                              | —                | —            | —            | —                 | Debido a que Kobashi dejó la empresa para unirse a Pro Wrestling NOAH. |
| 26  | Genichiro Tenryū    | 28 de octubre de 2000    | October Giant Series                                                                           | Tokio, Japón     | 2            | 223          | 1                 | Derrotó a Toshiaki Kawada en la final de un torneo. |
| 27  | Keiji Mutō          | 8 de junio de 2001       | Super Power Series                                                                             | Tokio, Japón     | 1            | 261          | 4                 | [ 28 ] |
| 28  | Toshiaki Kawada     | 24 de febrero de 2002    | Excite Series                                                                                  | Tokio, Japón     | 4            | 32           | 0                 | [ 29 ] |
| —   | Vacante             | 28 de marzo de 2002      | —                                                                                              | —                | —            | —            | —                 | Debido a una lesión en la rodilla de Kawada. |
| 29  | Genichiro Tenryū    | 13 de abril de 2002      | Champion Carnival                                                                              | Tokio, Japón     | 3            | 197          | 1                 | Derrotó a Keiji Mutō por el campeonato vacante. |
| 30  | The Great Muta      | 27 de octubre de 2002    | Royal Road 30 Giant Battle Final                                                               | Tokio, Japón     | 2            | 119          | 1                 | Antes conocido como Keiji Mutō. |
| 31  | Shinya Hashimoto    | 23 de febrero de 2003    | Excite Series                                                                                  | Tokio, Japón     | 1            | 171          | 2                 | [ 32 ] |
| —   | Vacante             | 23 de agosto de 2003     | —                                                                                              | —                | —            | —            | —                 | Debido a que Hashimoto se dislocó el hombro derecho. |
| 32  | Toshiaki Kawada     | 6 de septiembre de 2003  | Summer Action Series II                                                                        | Tokio, Japón     | 5            | 529          | 10                | Derrotó a Shinjirō Ōtani en la final de un torneo. |
| 33  | Satoshi Kojima      | 16 de febrero de 2005    | Realize                                                                                        | Tokio, Japón     | 1            | 502          | 8                 | [ 34 ] |
| 34  | Taiyo Kea           | 3 de julio de 2006       | Crossover                                                                                      | Tokio, Japón     | 1            | 62           | 1                 | [ 35 ] |
| 35  | Minoru Suzuki       | 3 de septiembre de 2006  | Summer Impact                                                                                  | Sapporo, Japón   | 1            | 357          | 5                 | [ 36 ] |
| 36  | Kensuke Sasaki      | 26 de agosto de 2007     | Pro Wrestling Love in Ryogoku Vol. 3                                                           | Tokio, Japón     | 1            | 247          | 2                 | [ 37 ] |
| 37  | Suwama              | 29 de abril de 2008      | Growin' Up                                                                                     | Nagoya, Japón    | 1            | 152          | 2                 | [ 38 ] |
| 38  | The Great Muta      | 28 de septiembre de 2008 | Flashing                                                                                       | Yokohama, Japón  | 3            | 167          | 1                 | [ 39 ] |
| 39  | Yoshihiro Takayama  | 14 de marzo de 2009      | Pro Wrestling Love in Ryogoku Vol. 7                                                           | Tokio, Japón     | 1            | 196          | 2                 | [ 40 ] |
| 40  | Satoshi Kojima      | 26 de septiembre de 2009 | Flashing                                                                                       | Yokohama, Japón  | 2            | 176          | 1                 | [ 41 ] |
| 41  | Ryota Hama          | 21 de marzo de 2010      | Pro Wrestling Love in Ryogoku Vol. 9                                                           | Tokio, Japón     | 1            | 42           | 0                 | [ 42 ] |
| 42  | Minoru Suzuki       | 2 de mayo de 2010        | Growin' Up                                                                                     | Nagoya, Japón    | 2            | 119          | 1                 | [ 43 ] |
| 43  | Suwama              | 29 de agosto de 2010     | Pro Wrestling Love in Ryogoku Vol. 10                                                          | Tokio, Japón     | 2            | 420          | 5                 | [ 44 ] |
| 44  | Jun Akiyama         | 23 de octubre de 2011    | Pro Wrestling Love in Ryogoku Vol. 13                                                          | Tokio, Japón     | 1            | 308          | 4                 | [ 45 ] |
| 45  | Masakatsu Funaki    | 26 de agosto de 2012     | Summer Impact                                                                                  | Tokio, Japón     | 1            | 203          | 4                 | [ 46 ] |
| 46  | Suwama              | 17 de marzo de 2013      | Pro Wrestling Love in Ryogoku: Basic & Dynamic                                                 | Tokio, Japón     | 3            | 224          | 2                 | [ 47 ] |
| 47  | Akebono             | 27 de octubre de 2013    | Anniversary Tour                                                                               | Tokio, Japón     | 1            | 215          | 4                 | [ 48 ] |
| —   | Vacante             | 30 de mayo de 2014       | —                                                                                              | —                | —            | —            | —                 | Debido a que Akebono estaba siendo marginado por problemas de salud. |
| 48  | Takao Omori         | 15 de junio de 2014      | Dynamite Series                                                                                | Tokio, Japón     | 1            | 14           | 0                 | Derrotó a Jun Akiyama por el campeonato vacante. |
| 49  | Suwama              | 29 de junio de 2014      | Dynamite Series                                                                                | Sapporo, Japón   | 4            | 28           | 0                 | [ 50 ] |
| 50  | Joe Doering         | 27 de julio de 2014      | Summer Action Series                                                                           | Tokio, Japón     | 1            | 160          | 3                 | [ 51 ] |
| 51  | Go Shiozaki         | 3 de enero de 2015       | New Year Wars                                                                                  | Tokio, Japón     | 1            | 138          | 2                 | [ 52 ] |
| 52  | Akebono             | 21 de mayo de 2015       | Super Power Series                                                                             | Tokio, Japón     | 2            | 164          | 2                 | [ 53 ] |
| 53  | Jun Akiyama         | 1 de noviembre de 2015   | Charity Hirosaki Tournament                                                                    | Hirosaki, Japón  | 2            | 62           | 0                 | [ 54 ] |
| 54  | Suwama              | 2 de enero de 2016       | New Years Two Days                                                                             | Tokio, Japón     | 5            | 10           | 0                 | [ 55 ] |
| —   | Vacante             | 12 de enero de 2016      | —                                                                                              | —                | —            | —            | —                 | Debido a que Suwama se rompió el tendón de Aquiles. |
| 55  | Kento Miyahara      | 12 de febrero de 2016    | Excite Series                                                                                  | Tokio, Japón     | 1            | 464          | 8                 | Derrotó a Zeus por el campeonato vacante. |
| 56  | Shuji Ishikawa      | 21 de mayo de 2017       | Super Power Series                                                                             | Tokio, Japón     | 1            | 98           | 2                 | [ 57 ] |
| 57  | Kento Miyahara      | 27 de agosto de 2017     | AJPW 45th Anniversary                                                                          | Tokio, Japón     | 2            | 43           | 0                 | [ 58 ] |
| 58  | Suwama              | 9 de octubre de 2017     | Hataage Kinen Series                                                                           | Tokio, Japón     | 6            | 12           | 0                 | [ 59 ] |
| 59  | Joe Doering         | 21 de octubre de 2017    | Jun Akiyama and Takao Omori Debut 25th Anniversary Show                                        | Yokohama, Japón  | 2            | 155          | 3                 | [ 60 ] |
| 60  | Kento Miyahara      | 25 de marzo de 2018      | Power Dream Series                                                                             | Saitama, Japón   | 3            | 126          | 2                 | [ 61 ] |
| 61  | Zeus                | 29 de julio de 2018      | Summer Action Series                                                                           | Osaka, Japón     | 1            | 84           | 1                 | [ 62 ] |
| 62  | Kento Miyahara      | 21 de octubre de 2018    | Raising An Army Memorial Series                                                                | Yokohama, Japón  | 4            | 519          | 10                | [ 63 ] |
| 63  | Suwama              | 23 de marzo de 2020      | Dream Power Series                                                                             | Tokio, Japón     | 7            | 454          | 7                 | [ 64 ] |
| —   | Vacante             | 20 de junio de 2021      | —                                                                                              | —                | —            | —            | —                 | Debido a que Suwama dio positivo al COVID-19. |
| 64  | Jake Lee            | 26 de junio de 2021      | Champions Night ~ From The Land Of The Triple Crown Unification Flight To The 50th Anniversary | Tokio, Japón     | 1            | 185          | 3                 | Derrotó a Kento Miyahara y a Yuma Aoyagi en un torneo triangular por el campeonato vacante.                                                                                               |
| —   | Vacante             | 28 de diciembre de 2021  | —                                                                                              | —                | —            | —            | —                 | Debido a una lesión sufrida por Lee. |
| 65  | Kento Miyahara      | 23 de enero de 2022      | New Year Wars                                                                                  | Tokio, Japón     | 5            | 147          | 4                 | Derrotó a Ryuki Honda en la final de un torneo. |
| 66  | Jake Lee            | 19 de junio de 2022      | AJPW Champions Night 4: 50th Anniversary Tour                                                  | Tokio, Japón     | 2            | 25           | 0                 | [ 69 ] |
| 67  | Suwama              | 14 de julio de 2022      | Summer Action Series                                                                           | Tokio, Japón     | 8            | 66           | 0                 | [ 70 ] |
| 68  | Kento Miyahara      | 18 de septiembre de 2022 | AJPW 50th Anniversary                                                                          | Tokio, Japón     | 6            | 154          | 4                 | [ 71 ] |
| 69  | Yuji Nagata         | 19 de febrero de 2023    | Excite Series 2023 - Night 2: Pro-Wrestling Day MANIAx                                         | Tokio, Japón     | 1            | 133          | 3                 | [ 72 ] |
| 70  | Yuma Aoyagi         | 2 de julio de 2023       | Dynamite Series 2023                                                                           | Tokio, Japón     | 1            | 126          | 5                 | [ 73 ] |
| 71  | Katsuhiko Nakajima  | 5 de noviembre de 2023   | Giant Series 2023                                                                              | Sapporo, Japón   | 1            | 146          | 4                 | [ 74 ] |
| 72  | Yuma Anzai          | 30 de marzo de 2024      | Dream Power Series 2024                                                                        | Tokio, Japón     | 1            | 140          | 5                 | [ 75 ] |
| 73  | Yuma Aoyagi         | 17 de agosto de 2024     | Summer Action Wars 2024                                                                        | Tokio, Japón     | 2            | 79           | 2                 | [ 76 ] |
| 74  | Davey Boy Smith Jr. | 4 de noviembre de 2024   | Giant Series 2024                                                                              | Sapporo, Japón   | 1            | 57           | 0                 | [ 77 ] |
| 75  | Jun Saito           | 31 de diciembre de 2024  | New Year's Eve 2024                                                                            | Tokio, Japón     | 1            | 218+         | 6                 | |

### Total de días con el título
La siguiente lista muestra el total de días que un luchador ha poseído el campeonato, si se suman todos los reinados que posee. 
A la fecha del 6 de agosto de 2025.
| + | Indica al campeón actual |

| N.º | Campeón                    | Reinados | Núm. defensas | Total de días |
| --- | -------------------------- | -------- | ------------- | ------------- |
| 1   | Mitsuharu Misawa           | 5        | 21            | 1799          |
| 2   | Kento Miyahara             | 6        | 27            | 1452          |
| 3   | Suwama                     | 8        | 16            | 1366          |
| 4   | Toshiaki Kawada            | 5        | 11            | 743           |
| 5   | Satoshi Kojima             | 2        | 9             | 678           |
| 6   | Jumbo Tsuruta              | 3        | 6             | 659           |
| 7   | Genichiro Tenryū           | 3        | 4             | 548           |
| 8   | Keiji Mutoh/The Great Muta | 3        | 6             | 547           |
| 9   | Stan Hansen                | 4        | 7             | 505           |
| 10  | Minoru Suzuki              | 2        | 6             | 476           |
| 11  | Kenta Kobashi              | 3        | 5             | 431           |
| 12  | Akebono                    | 2        | 6             | 379           |
| 13  | Jun Akiyama                | 2        | 4             | 370           |
| 14  | Joe Doering                | 2        | 6             | 315           |
| 15  | Kensuke Sasaki             | 1        | 2             | 247           |
| 16  | Jun Saito                  | 1        | 6             | 218+          |
| 17  | Jake Lee                   | 2        | 3             | 210           |
| 18  | Yuma Aoyagi                | 2        | 7             | 205           |
| 19  | Masakatsu Funaki           | 1        | 4             | 203           |
| 20  | Yoshihiro Takayama         | 1        | 2             | 196           |
| 21  | Vader                      | 2        | 1             | 177           |
| 22  | Shinya Hashimoto           | 1        | 2             | 171           |
| 23  | Katsuhiko Nakajima         | 1        | 4             | 146           |
| 24  | Yuma Anzai                 | 1        | 5             | 140           |
| 25  | Go Shiozaki                | 1        | 2             | 138           |
| 26  | Yuji Nagata                | 1        | 3             | 133           |
| 27  | Shuji Ishikawa             | 1        | 2             | 98            |
| 28  | Steve Williams             | 1        | 1             | 86            |
| 29  | Zeus                       | 1        | 1             | 84            |
| 30  | Taiyō Kea                  | 1        | 1             | 62            |
| 31  | Akira Taue                 | 1        | 1             | 61            |
| 32  | Davey Boy Smith Jr.        | 1        | 0             | 57            |
| 33  | Ryota Hama                 | 1        | 0             | 42            |
| 34  | Takao Omori                | 1        | 0             | 14            |
| 35  | Terry Gordy                | 2        | 0             | 13            |

### Mayor cantidad de reinados
| Reinados | Luchador (es)                                                                                               |
| -------- | --- |
| 8 veces  | Suwama |
| 6 veces  | Kento Miyahara                                                                                              |
| 5 veces  | Mitsuharu Misawa, Toshiaki Kawada                                                                           |
| 4 veces  | Stan Hansen                                                                                                 |
| 3 veces  | Jumbo Tsuruta, Kenta Kobashi, Genichiro Tenryu, Keiji Mutoh/The Great Muta                                  |
| 2 veces  | Terry Gordy, Vader, Satoshi Kojima, Akebono, Minoru Suzuki, Jun Akiyama, Joe Doering, Jake Lee, Yuma Aoyagi |